# Юрай Баракович
Юрай Баракович (*Juraj Baraković, 1548 —†1 серпня 1628) — хорватський поет часів Ренесансу.

## Життєпис
Походив зі шляхетської родини Бараковичів. народився неподалік міста Задар (на той час належав Венеційській республіці). Початкову освіту здобув у Задарі. Навчання продовжив у Венеції, а потім в інших містах Італії. Ще замолоду обрав церковну кар'єру. У 1564 році стає кліриком, а у 1586 році — священиком (пастором) у Новіграді. На цій посаді перебував до 1598 року. Ймовірно у ці роки брав участь у боротьбі проти османів.
У 1602 році за незрозумілих обставин був позбавлений сану пастора та засланий до Шибеника. За годи життя здійснив три паломництва до Риму. під час останнього у 1628 році Юрай Баракович помирає.

## Творчість
Баракович звернувся до літератури наприкінці 1570-х років. Перший його вірш  було надруковано у 1582 році. Уславився також перекладами з Біблії — збірка «Ярула» (1618).
Значне місце у доробку займає «Віла словінка» — віршований твір з 13 пісень, в якому поет оспівав минуле і сьогодення міста Задар. Його важко віднести до якогось певного жанру, виділити в ньому стійкі композиційні елементи. За характером образності твір близький до алегоричної середньовічної поезії. Образ «Віли» сходить до творів Вергілія, Данте, Зоранича.
Багато чого в поезії Бараковіча свідчить про нього як про прихильників слов'янської ідеї. Так, він пише, що слов'янська мова чутна всюди, на Сході і на Заході.